# 経済技術開発区
経済技術開発区（けいざいぎじゅつかいはつく）とは、中華人民共和国において、1984年以降の改革開放政策の一環として、1978年に始まった経済特区に次いで、1984年に指定された対外経済開放区のこと。正式名称は「国家級経済技術開発区」（英: China National Economic and Technological Development Zone）といい、単に「開発区」（Development Zone または Development Area）ともいう。
1984年から1986年までは、大連・秦皇島・天津・煙台・青島・連雲港・南通・上海・寧波・温州・福州・広州・湛江・北海の14都市に経済技術開発区に指定されていたが、2019年現在は54か所（国家クラス経済技術開発区）が指定されている。
追加で指定されたのは営口、北京、南京、ハルビン、長春、瀋陽、威海、蘇州、厦門、東山、杭州、昆山、蕭山、武漢、重慶、成都、西安、合肥、蕪湖、南昌、鄭州、太原、長沙、昆明、貴陽、銀川、石河子、フフホト、ウルムチ、西寧、蘭州、ラサ、南寧など。
一方で、東莞、無錫、石家荘、済南などは指定外である。
外資と技術の導入を目的に、経済特区並みの優遇措置がとられている。経済特区と異なる点は、当初経済特区が管理線で国内と明確に隔離され、対内的に閉鎖されているのに対して、経済技術開発区は国内においても開放されている点であるが、現在はそうした区別はなくなってきている。

## 省級経済開発区
省レベルの経済開発区も活発に設立されている。例えば、大連長興島臨港工業区（遼寧省）は遼寧省の「五点一線」臨海工業区計画（2006）の中でも日本・韓国との関係で注目されている。これらの中で、国家級経済技術開発区の規模に匹敵するものもある。また、市レベルの経済開発区もでてきている。